# Попілинська сільська рада
Попі́линська сільська рада (рос. Пепелинский сельский совет) — сільське поселення у складі Куртамиського району Курганської області Росії.
Адміністративний центр — село Попілино.
25 жовтня 2017 року до складу сільського поселення була включена територія (136,65 км²) ліквідованої Масловської сільської ради (село Маслово, присілок Таволжанка).
Населення сільського поселення становить 643 особи (2017; 859 у 2010, 1216 у 2002).

## Склад
До складу сільського поселення входять:
| Населений пункт      | Населення, осіб (2002) | Населення, осіб (2010) |
| -------------------- | ---------------------- | ---------------------- |
| Маслово, село        | 455                    | 284                    |
| Попілино, село       | 619                    | 506                    |
| Таволжанка, присілок | 142                    | 69                     |